# Kroatië op de Olympische Zomerspelen 2008
Kroatië nam deel aan de Olympische Zomerspelen 2008 in Peking, China. Kroatië debuteerde op de Zomerspelen in 1992 en deed in 2008 voor de vijfde keer mee. Het won net als tijdens de vorige editie vijf medailles. Voor het eerst sinds 1992 werd geen gouden medaille gewonnen.

## Medailleoverzicht
| Sport       | Olympiër        | Discipline          | Medaille |
| ----------- | --------------- | ------------------- | -------- |
| Atletiek    | Blanka Vlašić   | hoogspringen (v)    | Zilver   |
| Gymnastiek  | Filip Ude       | paard voltige (m)   | Zilver   |
| Schietsport | Snježana Pejčić | 10m luchtgeweer (v) | Brons    |
| Taekwondo   | Martina Zubčić  | -57kg (v)           | Brons    |
| Taekwondo   | Sandra Šarić    | -67kg (v)           | Brons    |

## Deelnemers en resultaten

### Atletiek
| Olympiër           | Discipline         | Resultaat | Prestatie                                                    |
| ------------------ | ------------------ | --------- | ------------------------------------------------------------ |
| Jurica Grabušić    | 110m horden (m)    | 39e       | serie 1: 7de in 14,18                                        |
| Nedžad Mulabegović | kogelstoten (m)    | 29e       | kwalificatie groep B: 16de met 19,35m                        |
| Martin Marić       | discuswerpen (m)   | 29e       | kwalificatie groep B: 13de met 59,25m                        |
| András Haklits     | kogelslingeren (m) | 10e       | kwalificatie groep A: 4de met 77,12m finale: 10de met 76,58m |
|                    |                    |           |                                                              |
| Vanja Perišić      | 800m (v)           | DSQ       | gediskwalificeerd                                            |
| Nikolina Horvat    | 400m horden (v)    | 18e       | serie 2: 6de in 56,65                                        |
| Blanka Vlašić      | hoogspringen (v)   | Zilver    | kwalificatie groep B: 7de met 1,93m finale: 2de met 2,05m    |
| Vera Begić         | discuswerpen (v)   | 22e       | kwalificatie groep A: 12de met 58,50m                        |
| Ivana Brkljačić    | kogelslingeren (v) | 16e       | kwalificatie groep A: 8ste met 68,38m                        |
| Sanja Gavrilović   | kogelslingeren (v) | 45e       | kwalificatie groep B: 22ste met 60,55m                       |

### Basketbal
| Olympiër | Discipline | Resultaat | Prestatie |
| --- | ---------- | --------- | --- |
| Marko Banić Stanko Barać Davor Kus Krešimir Lončar Sandro Nicević Zoran Planinić Marko Popović Nikola Prkačin Marin Rozić Damjan Rudež Marko Tomas Roko-Leni Ukić | mannen     | 5e        | groep A: 3de W van Australië: 97-82 W van Rusland: 85-78 V van Argentinië: 53-77 V van Litouwen: 73-86 W van Iran: 91-57 kwartfinale: V van Spanje: 59-72 |

| Groep A |            |             |             |             |        |        |        |        |
| #       | Land       | Wedstrijden | Wedstrijden | Wedstrijden | Punten | Punten | Punten | Punten |
| #       | Land       | G           | W           | V           | V      | T      | Saldo  | Punten |
| 1       | Litouwen   | 5           | 4           | 1           | 425    | 400    | +25    | 9      |
| 2       | Argentinië | 5           | 4           | 1           | 425    | 361    | +64    | 9      |
| 3       | Kroatië    | 5           | 3           | 2           | 399    | 380    | +19    | 8      |
| 4       | Australië  | 5           | 3           | 2           | 457    | 405    | +52    | 8      |
| 5       | Rusland    | 5           | 1           | 4           | 387    | 406    | -19    | 6      |
| 6       | Iran       | 5           | 0           | 5           | 323    | 464    | -141   | 5      |

| Ronde       | Datum  | Plaats     | Land  | Score    | Land |
| ----------- | ------ | ---------- | ----- | -------- | ---- |
| Groepsfase  |        |            |       |          |      |
| 10 augustus | Peking | Australië  | 82-97 | Kroatië  |      |
| 12 augustus | Peking | Kroatië    | 85-78 | Rusland  |      |
| 14 augustus | Peking | Argentinië | 77-53 | Kroatië  |      |
| 16 augustus | Peking | Kroatië    | 73-86 | Litouwen |      |
| 18 augustus | Peking | Iran       | 57-91 | Kroatië  |      |
| Kwartfinale |        |            |       |          |      |
| 20 augustus | Peking | Spanje     | 72-59 | Kroatië  |      |

### Boksen
| Olympiër        | Discipline | Resultaat | Prestatie                                                                                      |
| --------------- | ---------- | --------- | ---------------------------------------------------------------------------------------------- |
| Marijo Šivolija | -81kg (m)  | 9e        | 1ste ronde: W van SAM Tavui: scheidsrechterlijke beslissing 2de ronde: V van TJK Qurbonov: 1-8 |
| Marko Tomasović | +91kg (m)  | 9e        | 1ste ronde: V van ITA Cammarelle: 1-13                                                         |

### Gymnastiek
| Olympiër   | Discipline               | Resultaat | Prestatie                                                         |
| ---------- | ------------------------ | --------- | ----------------------------------------------------------------- |
| Filip Ude  | vloer (m)                | 41e       | kwalificatie: 41ste met 14,775 punten                             |
| Filip Ude  | paard voltige (m)        | Zilver    | kwalificatie: 3de met 15,475 punten finale: 2de met 15,725 punten |
|            |                          |           |                                                                   |
| Tina Erceg | individuele meerkamp (v) | 57e       | kwalificatie: 57ste met 53,250 punten                             |

### Handbal
| Olympiër | Discipline | Resultaat | Prestatie |
| --- | ---------- | --------- | --- |
| Mirko Alilović Ivano Balić Davor Dominiković Domagoj Duvnjak Mirza Džomba Zlatko Horvat Blaženko Lacković Venio Losert Petar Metličić Goran Šprem Renato Sulić Tonči Valčić Igor Vori Ljubo Vukić Drago Vuković | mannen     | 4e        | groep A: 3de W van Spanje: 31-29 W van Brazilië: 33-14 V van Frankrijk: 19-23 V van Polen: 24-27 W van China: 33-22 kwartfinale: W van Denemarken: 26-24 halve finale: V van Frankrijk: 23-25 bronzen finale: V van Spanje: 29-35 |

| Groep A |           |             |             |             |             |            |            |            |        |
| #       | Land      | Wedstrijden | Wedstrijden | Wedstrijden | Wedstrijden | Doelpunten | Doelpunten | Doelpunten | Punten |
| #       | Land      | G           | W           | G           | V           | V          | T          | Saldo      | Punten |
| 1       | Frankrijk | 5           | 4           | 1           | 0           | 148        | 115        | +33        | 9      |
| 2       | Polen     | 5           | 3           | 1           | 1           | 147        | 128        | +19        | 7      |
| 3       | Kroatië   | 5           | 3           | 0           | 2           | 140        | 115        | +25        | 6      |
| 4       | Spanje    | 5           | 3           | 0           | 2           | 152        | 147        | +5         | 6      |
| 5       | Brazilië  | 5           | 1           | 0           | 4           | 129        | 153        | -24        | 2      |
| 5       | China     | 5           | 0           | 0           | 5           | 104        | 164        | -60        | 0      |

| Ronde          | Datum  | Plaats     | Land  | Score   | Land |
| -------------- | ------ | ---------- | ----- | ------- | ---- |
| Groepsfase     |        |            |       |         |      |
| 10 augustus    | Peking | Kroatië    | 31-29 | Spanje  |      |
| 12 augustus    | Peking | Brazilië   | 14-33 | Kroatië |      |
| 14 augustus    | Peking | Frankrijk  | 23-19 | Kroatië |      |
| 16 augustus    | Peking | Kroatië    | 24-27 | Polen   |      |
| 18 augustus    | Peking | Kroatië    | 33-22 | China   |      |
| Kwartfinale    |        |            |       |         |      |
| 20 augustus    | Peking | Denemarken | 24-26 | Kroatië |      |
| Halve finale   |        |            |       |         |      |
| 22 augustus    | Peking | Frankrijk  | 25-23 | Kroatië |      |
| Bronzen finale |        |            |       |         |      |
| 24 augustus    | Peking | Kroatië    | 29-35 | Spanje  |      |

### Kanovaren
| Olympiër        | Discipline    | Resultaat | Prestatie                                                                         |
| Slalom          | Slalom        | Slalom    | Slalom                                                                            |
| --------------- | ------------- | --------- | --------------------------------------------------------------------------------- |
| Emir Mujčinović | C-1 (m)       | 15e       | voorronde: 15de in 189,31                                                         |
| Sprint          |               |           |                                                                                   |
| Stjepan Janić   | K-1 500m (m)  | 9e        | serie 2: 3de in 1.37,724 halve finale 3: 1ste in 1.41,689 finale: 9de in 1.38,729 |
| Stjepan Janić   | K-1 1000m (m) | 7e        | serie 2: 2de in 3.31,369 halve finale 2: 2de in 3.33,942 finale: 7de in 3.30,495  |

### Roeien
| Olympiër                   | Discipline      | Resultaat | Prestatie |
| -------------------------- | --------------- | --------- | --- |
| Nikša Skelin Siniša Skelin | twee-zonder (m) | 12e       | serie 3: 4de in 7.16,35 herkansingen: 2de in 6.38,30 halve finale 1: 6de in 7.14,50 finale B: 6de in 7.11,19 |
| Ante Kušurin Mario Vekić   | dubbel-twee (m) | 12e       | serie 2: 2de in 6.27,38 halve finale 1: 4de in 6.24,89 finale B: niet gestart                                |

### Schietsport
| Olympiër               | Discipline                 | Resultaat | Prestatie                                                                      |
| ---------------------- | -------------------------- | --------- | ------------------------------------------------------------------------------ |
| Petar Gorša            | 10m luchtgeweer (m)        | 37e       | kwalificatie: 37ste met 588 punten (98-99-97-97-99-98)                         |
| Petar Gorša            | 50m geweer 3 houdingen (m) | 44e       | kwalificatie: 44ste met 1148 punten (393-377-378)                              |
| Petar Gorša            | 50m geweer liggend (m)     | 49e       | kwalificatie: 49ste met 583 punten (98-99-97-97-99-93)                         |
| Josip Glasnović        | 10m luchtgeweer (m)        | 5e        | kwalificatie: 6de met 119 punten (25-23-24-25-22) finale: 5de met 140 punten   |
|                        |                            |           |                                                                                |
| Snježana Pejčić        | 10m luchtgeweer (v)        | Brons     | kwalificatie: 3de met 399 punten (99-100-100-100) finale: 3de met 500,9 punten |
| Suzana Cimbal Špirelja | 10m luchtgeweer (v)        | 30e       | kwalificatie: 30ste met 393 punten (99-99-99-96)                               |
| Snježana Pejčić        | 50m geweer 3 houdingen (v) | 26e       | kwalificatie: 26ste met 576 punten (197-192-187)                               |
| Suzana Cimbal Špirelja | 50m geweer 3 houdingen (v) | 12e       | kwalificatie: 12de met 580 punten (199-192-189)                                |

### Taekwondo
| Olympiër       | Discipline | Resultaat | Prestatie |
| -------------- | ---------- | --------- | --- |
| Martina Zubčić | -57kg (v)  | Brons     | voorronde: W van ISR Gatterer: 4-3 kwartfinale: W van BRA Nunes: 3-2 halve finale: V van TUR Tanrikulu: 3-5 bronzen finale: W van TPE Su: 5-4    |
| Sandra Šarić   | -67kg (v)  | Brons     | voorronde: W van PHI Rivero: 4-1 kwartfinale: V van KOR Hwang: 1-3 herkansingen: W van UAE Al Maktoum: 4-0 bronzen finale: W van PUR Ocasio: 5-1 |

### Tafeltennis
| Olympiër                                 | Discipline    | Resultaat | Prestatie |
| ---------------------------------------- | ------------- | --------- | --- |
| Zoran Primorac                           | enkelspel (m) | 5e        | voorronde: vrij 1ste ronde: vrij 2de ronde: W van AUT Gardos: 4-2 (12-10, 11-8, 6-11, 11-5, 5-11, 11-9) 3de ronde: W van DEN Maze: 2-4 (11-8, 9-11, 12-10, 10-12, 11-7, 13-11) 4de ronde: W van SIN Yang: 4-2 (11-7, 11-7, 4-11, 8-11, 11-7, 11-6) kwartfinale: V van SWE Persson: 1-4 (11-7, 6-11, 8-11, 12-14, 9-11) |
| Tan Ruiwu                                | enkelspel (m) | 5e        | voorronde: vrij 1ste ronde: vrij 2de ronde: W van JPN Kishikawa: 4-1 (7-11, 11-9, 11-4, 11-4, 11-3) 3de ronde: W van SIN Gao: 4-0 (11-6, 14-12, 11-4, 11-7) 4de ronde: W van HKG Li: 4-2 (9-11, 11-6, 10-12, 11-8, 13-11, 11-5) kwartfinale: V van CHN Wang: 0-4 (7-11, 5-11, 8-11, 8-11)                              |
| Andrej Gaćina Zoran Primorac Tan Ruiwu   | team (m)      | 7e        | groep B: 2de V van Kroatië: 0-3 W van Singapore: 3-1 W van Canada: 3-0 herkansingen: V van Oostenrijk: 1-3 |
|                                          |               |           | |
| Andrea Bakula                            | enkelspel (v) | 49e       | voorronde: W van MEX Silva: 4-0 (12-10, 11-8, 11-2, 11-8) 1ste ronde: V van TPE Huang: 1-4 (9-11, 6-11, 7-11, 11-9, 9-11) |
| Tamara Boroš                             | enkelspel (v) | 17e       | voorronde: vrij 1ste ronde: vrij 2de ronde: W van ITA Stefanova: 4-1 (11-4, 11-6, 11-6, 8-11, 11-8) 3de ronde: V van SIN Li: 1-4 (8-11, 7-11, 11-7, 6-11, 5-11) |
| Sandra Paović                            | enkelspel (v) | 33e       | voorronde: vrij 1ste ronde: W van AUS Fang: 4-1 (11-9, 11-6, 11-7, 9-11, 11-9) 2de ronde: V van ESP Yanfei: 2-4 (8-11, 11-7, 9-11, 11-6, 11-13, 9-11) |
| Andrea Bakula Tamara Boroš Sandra Paović | team (v)      | 9e        | groep A: 3de V van China: 0-3 W van Dominicaanse Republiek: 3-1 V van Oostenrijk: 1-3 |

### Tennis
| Olympiër                  | Discipline     | Resultaat | Prestatie                                                                              |
| ------------------------- | -------------- | --------- | -------------------------------------------------------------------------------------- |
| Marin Čilić               | enkelspel (m)  | 17e       | 1ste ronde: W van ARG Mónaco: 6-4, 6-7(5), 6-3 2de ronde: V van CHI González: 4-6, 2-6 |
| Ivo Karlović              | enkelspel (m)  | DNS       | opgave door ziekte                                                                     |
| Ivan Ljubičić             | enkelspel (m)  | DNS       | opgave door blessure                                                                   |
| Marin Čilić Ivan Ljubičić | dubbelspel (m) | DNS       | opgave door blessure                                                                   |

### Waterpolo
| Olympiër | Discipline | Resultaat | Prestatie |
| --- | ---------- | --------- | --- |
| Samir Barač Miho Bošković Damir Burić Andro Bušlje Teo Đogaš Igor Hinić Maro Joković Aljoša Kunac Pavo Marković Josip Pavić Mile Smodlaka Frano Vićan Zdeslav Vrdoljak | mannen     | 6e        | groep B: 2de W van Italië: 11-7 W van Kroatië: 11-8 W van Duitsland: 13-5 V van Verenigde Staten: 5-7 W van China: 16-4 kwartfinale: W van Montenegro: 7-6 5-6de plek: V van Spanje: 9-11 |

| Groep B |                  |             |             |             |             |        |        |        |        |
| #       | Land             | Wedstrijden | Wedstrijden | Wedstrijden | Wedstrijden | Punten | Punten | Punten | Punten |
| #       | Land             | G           | W           | G           | V           | V      | T      | Saldo  | Punten |
| 1       | Verenigde Staten | 5           | 4           | 0           | 1           | 37     | 31     | +6     | 8      |
| 2       | Kroatië          | 5           | 4           | 0           | 1           | 56     | 31     | +25    | 8      |
| 3       | Servië           | 5           | 3           | 0           | 2           | 50     | 38     | +12    | 6      |
| 4       | Duitsland        | 5           | 2           | 0           | 3           | 33     | 44     | -11    | 4      |
| 5       | Italië           | 5           | 2           | 0           | 3           | 57     | 50     | +7     | 4      |
| 6       | China            | 5           | 0           | 0           | 5           | 25     | 64     | -39    | 0      |

| Ronde       | Datum  | Plaats     | Land | Score            | Land |
| ----------- | ------ | ---------- | ---- | ---------------- | ---- |
| Groepsfase  |        |            |      |                  |      |
| 10 augustus | Peking | Kroatië    | 11-7 | Italië           |      |
| 12 augustus | Peking | Servië     | 8-11 | Kroatië          |      |
| 14 augustus | Peking | Kroatië    | 13-5 | Duitsland        |      |
| 16 augustus | Peking | Kroatië    | 5-7  | Verenigde Staten |      |
| 18 augustus | Peking | China      | 4-16 | Kroatië          |      |
| Kwartfinale |        |            |      |                  |      |
| 20 augustus | Peking | Montenegro | 7-6  | Kroatië          |      |
| 5-6de plek  |        |            |      |                  |      |
| 24 augustus | Peking | Kroatië    | 9-11 | Verenigde Staten |      |

### Wielersport
| Olympiër            | Discipline       | Resultaat | Prestatie      |
| ------------------- | ---------------- | --------- | -------------- |
| Matija Kvasina      | tijdrit (m)      | 38e       | 1:09.06        |
| Matija Kvasina      | wegwedstrijd (m) | 56e       | 6:34.26        |
| Vladimir Miholjević | wegwedstrijd (m) | DNF       | niet gefinisht |
| Radoslav Rogina     | wegwedstrijd (m) | 25e       | 6:26.17        |

### Zeilen
| Olympiër                             | Discipline       | Resultaat | Prestatie                                        |
| ------------------------------------ | ---------------- | --------- | ------------------------------------------------ |
| Luka Mratović                        | RS:X (m)         | 32e       | 265 punten: (29-32-34-33-34-34-20-23-32-29)      |
| Luka Radelić                         | laser (m)        | 12e       | 101 punten: (26-15-7-21-1-21-3-16-17)            |
| Šime Fantela Igor Marenić            | 470 (m)          | 9e        | 107 punten: (18-6-9-OCS-12-17-6-7-15-1-8)        |
| Marin Lovrović, Jr. Siniša Mikuličić | star (m)         | 15e       | 98 punten: (15-5-14-13-4-14-4-14-15-15)          |
|                                      |                  |           |                                                  |
| Mateja Petronijević                  | laser radial (v) | 11e       | 98 punten: (8-9-5-4-19-19-13-21-22)              |
|                                      |                  |           |                                                  |
| Ivan Kljaković Gašpić                | finn             | 8e        | 76 punten: (7-10-10-8-16-9-1-13-18)              |
| Petar Cupać Pavle Kostov             | 49er             | 17e       | 158 punten: (14-16-16-18-OCS-1-9-19-18-10-17-10) |

### Zwemmen
| Olympiër                                                 | Discipline            | Resultaat | Prestatie                                              |
| -------------------------------------------------------- | --------------------- | --------- | ------------------------------------------------------ |
| Duje Draganja                                            | 50m vrije slag (m)    | 10e       | serie 11: 5de in 22,05 halve finale 1: 5de in 21,85    |
| Duje Draganja                                            | 100m vrije slag (m)   | 34e       | serie 7: 8ste in 49,49                                 |
| Dominik Straga                                           | 200m vrije slag (m)   | 37e       | serie 3: 2de in 1.49,63                                |
| Gordan Kožulj                                            | 100m rugslag (m)      | 24e       | serie 4: 7de in 55,05                                  |
| Marko Strahija                                           | 100m rugslag (m)      | 34e       | serie 5: 8ste in 55,89                                 |
| Gordan Kožulj                                            | 200m rugslag (m)      | 14e       | serie 6: 3de in 1.57,81 halve finale 1: 6de in 1.59,22 |
| Vanja Rogulj                                             | 100m schoolslag (m)   | 42e       | serie 5: 6de in 1.02,42                                |
| Alexei Puninski                                          | 100m vlinderslag (m)  | 47e       | serie 6: 8ste in 53,65                                 |
| Mario Todorović                                          | 100m vlinderslag (m)  | 20e       | serie 5: 2de in 52,26 (NR)                             |
| Nikša Roki                                               | 200m vlinderslag (m)  | 31e       | serie 1: 1ste in 1.59,58 (NR)                          |
| Saša Imprić                                              | 200m wisselslag (m)   | 29e       | serie 3: 5de in 2.01,83                                |
| Nikša Roki                                               | 400m wisselslag (m)   | 23e       | serie 1: 1ste in 4.22,44                               |
| Duje Draganja Gordan Kožulj Vanja Rogulj Mario Todorović | 4x100m vrije slag (m) | 12e       | serie 2: 8ste in 3.37,69                               |
|                                                          |                       |           |                                                        |
| Monika Babok                                             | 50m vrije slag (v)    | 49e       | serie 7: 7de in 26,84                                  |
| Anja Trišić                                              | 200m vrije slag (v)   | 42e       | serie 1: 5de in 2.03,57                                |
| Sanja Jovanović                                          | 100m rugslag (v)      | 22e       | serie 6: 6de in 1.01,30                                |
| Sanja Jovanović                                          | 200m rugslag (v)      | 31e       | serie 2: 6de in 2.15,57                                |
| Smiljana Marinović                                       | 100m schoolslag (v)   | 33e       | serie 3: 3de in 1.10,94                                |
| Smiljana Marinović                                       | 200m schoolslag (v)   | 34e       | serie 2: 5de in 2.32,80                                |

Afghanistan · Albanië · Algerije · Amerikaanse Maagdeneilanden · Amerikaans-Samoa · Andorra · Angola · Antigua en Barbuda · Argentinië · Armenië · Aruba · Australië · Azerbeidzjan · Bahama's · Bahrein · Bangladesh · Barbados · België · Belize · Benin · Bermuda · Bhutan · Bolivia · Bosnië en Herzegovina · Botswana · Brazilië · Britse Maagdeneilanden · Bulgarije · Burkina Faso · Burundi · Cambodja · Canada · Centraal-Afrikaanse Republiek · Chili · China · Chinees Taipei · Colombia · Comoren · Congo-Brazzaville · Congo-Kinshasa · Cookeilanden · Costa Rica · Cuba · Cyprus · Denemarken · Djibouti · Dominica · Dominicaanse Republiek · Duitsland · Ecuador · Egypte · El Salvador · Equatoriaal-Guinea · Eritrea · Estland · Ethiopië · Fiji · Filipijnen · Finland · Frankrijk · Gabon · Gambia · Georgië · Ghana · Grenada · Griekenland · Groot-Brittannië · Guam · Guatemala · Guinee · Guinee‑Bissau · Guyana · Haïti · Honduras · Hongarije · Hongkong · Ierland · IJsland · India · Indonesië · Irak · Iran · Israël · Italië · Ivoorkust · Jamaica · Japan · Jemen · Jordanië · Kaaimaneilanden · Kaapverdië · Kameroen · Kazachstan · Kenia · Kirgizië · Kiribati · Koeweit · Kroatië · Laos · Lesotho · Letland · Libanon · Liberia · Libië · Liechtenstein · Litouwen · Luxemburg · Macedonië · Madagaskar · Malawi · Malediven · Maleisië · Mali · Malta · Marshalleilanden · Marokko · Mauritanië · Mauritius · Mexico · Micronesië · Moldavië · Monaco · Mongolië · Montenegro · Mozambique · Myanmar · Namibië · Nauru · Nederland · Nederlandse Antillen · Nepal · Nicaragua · Nieuw-Zeeland · Niger · Nigeria · Noord-Korea · Noorwegen · Oeganda · Oekraïne · Oezbekistan · Oman · Oostenrijk · Oost‑Timor · Pakistan · Palau · Palestina · Panama · Papoea-Nieuw-Guinea · Paraguay · Peru · Polen · Portugal · Puerto Rico · Qatar · Roemenië · Rusland · Rwanda · Saint Kitts en Nevis · Saint Lucia · Saint Vincent en Grenadines · Salomonseilanden · Samoa · San Marino · Sao Tomé en Principe · Saoedi-Arabië · Senegal · Servië · Seychellen · Sierra Leone · Singapore · Slovenië · Slowakije · Soedan · Somalië · Spanje · Sri Lanka · Suriname · Swaziland · Syrië · Tadzjikistan · Tanzania · Thailand · Togo · Tonga · Trinidad en Tobago · Tsjaad · Tsjechië · Tunesië · Turkije · Turkmenistan · Tuvalu · Uruguay · Vanuatu · Venezuela · Verenigde Arabische Emiraten · Verenigde Staten · Vietnam · Wit-Rusland · Zambia · Zimbabwe · Zuid-Afrika · Zuid-Korea · Zweden · Zwitserland
Uitgesloten van deelname: Brunei